# Farmacotherapeutisch Kompas
Het Farmacotherapeutisch Kompas (FK) is een actueel bijgehouden naslagwerk voor medische professionals zoals huisartsen en apothekers met alle in Nederland geregistreerde geneesmiddelen dat via internet volledig beschikbaar is. Ook niet geregistreerde geneesmiddelen zoals eigen bereidingen worden indien nodig beoordeeld. Jaarlijkse verzending in boekvorm aan de doelgroep vond tot 2011 plaats; nu niet meer. Sindsdien is het FK alleen nog via internet te vinden. De preparaatteksten zijn als App voor Android en Apple verkrijgbaar.
Naast adviezen over gebruik en dosering zijn van elk geneesmiddel de indicaties, maar ook de contra-indicaties, de mogelijke bijwerkingen en interacties, de eigenschappen van de stof en waarschuwingen voor gebruik (onder andere bij zwangeren, ouderen, kinderen) aangegeven. 
In het FK staat de werking van de geneesmiddelen beschreven in hoofdstukken waarvan de namen grotendeels overeenkomen met orgaansystemen van het menselijk lichaam, de inleidingen.  Bijbehorende geneesmiddelen staan, met hun informatie, in de preparaatteksten daaronder. 
Het kompas wordt sinds 1982 uitgegeven. Het doel van het FK is een kompas te verstrekken waarop men kan varen bij beslissingen die moeten leiden tot een gepast gebruik van geneesmiddelen en een farmacotherapie die in medisch opzicht optimaal en vervolgens het meest economisch is. Middelen zonder therapeutische waarde, al zijn deze nog zo goedkoop, dienen niet te worden voorgeschreven. Het duurste middel moet, indien noodzakelijk, kunnen worden toegepast. De beoordeling van de waarde van geneesmiddelen vindt plaats volgens een uniforme, transparante systematiek en zo veel mogelijk op basis van een zorgvuldige wetenschappelijke onderbouwing. De verantwoordelijkheid hiervoor ligt bij  Zorginstituut Nederland.
Het Belgisch equivalent van het Farmacotherapeutísch Kompas is het Gecommentarieerd Geneesmiddelen Repertorium van het Belgisch Centrum voor Farmacotherapeutische Informatie.